# جواد اردکانی
جواد اردکانی (زادهٔ ۱۳۴۱، مشهد) کارگردان و نویسنده سینما و تلویزیون اهل ایران است.

## زندگی‌نامه
جواد اردکانی متولد ۱۳۴۱ مشهد، فارغ‌التحصیل حقوق از دانشگاه آزاد است. وی فعالیت سینمایی را سال ۱۳۷۶ با مجموعه تلویزیونی «آقای کفایت» آغاز کرد. پس از پیروزی انقلاب کار هنریش را با تئاتر آغاز و از سال ۱۳۶۴ شروع به فیلمسازی کرده‌است. حاصل فعالیت وی در تلویزیون ساخت چند برنامه مستند و سریال‌هایی چون کسب و کار آقای کفایت، مسافر و غریبه بوده‌است

## فیلمشناسی

### تلویزیونی
- نوشدارو (۱۳۹۲)
- چه کسی به سرهنگ شلیک کرد؟ (۱۳۸۴)
- آینه‌های نشکن (۱۳۸۷)
- رؤیای ناتمام (۱۳۸۲)
- غریبه (۱۳۷۹)
- مسافر (۱۳۷۸)
- کسب و کار آقای کفایت (۱۳۷۶)

### سینمایی
- بانک زده‌ها (۱۴۰۱ کارگردان)
- شور شیرین (۱۳۸۸ کارگردان نویسنده)
- به کبودی یاس (۱۳۸۷ کارگردان نویسنده)
- سبیل مردونه (۱۳۸۶ کارگردان نویسنده)
- قناری (۱۳۸۲ کارگردان نویسنده تدوین)
- چوری (۱۳۷۹ کارگردان نویسنده)
- بازگشت از بوداپست (۱۳۷۴ نویسنده)
- جای امن (۱۳۷۲ دستیار کارگردان و دستیار منشی صحنه)
- آخرین شناسایی (۱۳۷۲ با تشکر از)
- تونل (۱۳۷۱ دستیار کارگردان)